# Radiowa piosenka tygodnia
Radiowa piosenka tygodnia – polska radiowa lista przebojów, emitowana na antenie Programu I Polskiego Radia w latach osiemdziesiątych i na początku lat dziewięćdziesiątych XX w.

## Historia
Lista pierwszy raz pojawiła się na antenie 6 kwietnia 1985 roku. W rzeczywistości była kontynuacją Radiowej Listy Przebojów Programu I, która na antenie PR1 istniała od kwietnia 1982 roku. Nadawana była w każdą sobotę kilka minut po godzinie 14:00, a przez kilka ostatnich miesięcy w niedziele tuż po 13:00, jako specjalne wydanie magazynu muzycznego "Rytm". Audycję prowadził Jerzy Rowiński. Prezentowała bardziej popowy repertuar w porównaniu do Radiowej Listy Przebojów, przeważały na niej piosenki skierowane bardziej ku tzw. „muzyce środka” (np. Papa Dance, Krystyna Giżowska, Urszula Sipińska). Na liście nie pojawiały się nagrania zagraniczne, tworzyły ją wyłącznie polskie utwory (początkowo 15, później 10). Słuchacze oddawali swoje głosy korespondencyjnie lub telefonicznie spośród propozycji prezentowanych na antenie Jedynki w magazynie muzycznym "Rytm". Ostatnie wydanie listy pojawiło się na antenie 29 września 1991 roku.

## Wybrane notowania
| Notowanie 137. (5 grudnia 1987) | Notowanie 137. (5 grudnia 1987) | Notowanie 137. (5 grudnia 1987)     |
| #                               | Rok                             | Tytuł                               |
| ------------------------------- | ------------------------------- | ----------------------------------- |
| 1                               | Bajm                            | „Jezioro szczęścia”                 |
| 2                               | Papa Dance                      | „Historyjka z talii kart”           |
| 3                               | Anna Jurksztowicz               | „Stan pogody”                       |
| 4                               | Krzysztof Krawczyk              | „Smak skandali”                     |
| 5                               | Zdzisława Sośnicka              | „W kolorze krwi”                    |
| 6                               | Lombard                         | „Odejść bez pożegnań”               |
| 7                               | Wojciech Gąssowski              | „Gdzie się podziały tamte prywatki” |
| 8                               | Ex-Dance                        | „Czarny smog”                       |
| 9                               | Maryla Rodowicz                 | „Zaczęty zeszyt”                    |
| 10                              | Wojtek Blond                    | „Na stacji WKD”                     |

| Notowanie 170. (30 lipca 1988) | Notowanie 170. (30 lipca 1988) | Notowanie 170. (30 lipca 1988)             |
| #                              | Rok                            | Tytuł                                      |
| ------------------------------ | ------------------------------ | ------------------------------------------ |
| 1                              | Wojtek Blond                   | „Mylny sąd”                                |
| 2                              | Wiesława Sós                   | „Mój ty królewiczu”                        |
| 3                              | Krzysztof Krawczyk             | „Nie zostało nam już nic”                  |
| 4                              | Krzysztof Antkowiak            | „Zakazany owoc”                            |
| 5                              | Papa Dance                     | „Nasz Disneyland”                          |
| 6                              | Lady Pank                      | „Oglądamy film”                            |
| 7                              | Jacek Lech                     | „Moje serce należy do gór”                 |
| 8                              | Halina Kunicka                 | „Zabłyśnie dzień, gdy uda mi się wszystko” |
| 9                              | Grażyna Świtała                | „Obejmij mnie”                             |
| 9                              | Malarze i Żołnierze            | „Po prostu pastelowe”                      |
| 10                             | Urszula Sipińska               | „Mam cudownych rodziców”                   |

| Notowanie 199. (25 lutego 1989) | Notowanie 199. (25 lutego 1989) | Notowanie 199. (25 lutego 1989) |
| #                               | Rok                             | Tytuł                           |
| ------------------------------- | ------------------------------- | ------------------------------- |
| 1                               | Papa Dance                      | „Nietykalni”                    |
| 2                               | Krzysztof Antkowiak             | „Przyjaciel wie”                |
| 3                               | Monika Borys                    | „Ściana i groch”                |
| 4                               | Maryla Rodowicz                 | „Baj, baj”                      |
| 5                               | Zdzisława Sośnicka              | „Obca gra”                      |
| 6                               | Urszula Sipińska                | „Przystanek mojej młodości”     |
| 7                               | Krzysztof Krawczyk              | „Zwariowany czas”               |
| 8                               | Lombard                         | „Mister of America”             |
| 8                               | Krystyna Giżowska               | „Złote obrączki”                |
| 9                               | Andrzej Tenard                  | „Ty jak kot”                    |
| 10                              | Danuta Stankiewicz              | „A jednak mi żal”               |

| Notowanie 264. (7 lipca 1990) | Notowanie 264. (7 lipca 1990) | Notowanie 264. (7 lipca 1990)     |
| #                             | Rok                           | Tytuł                             |
| ----------------------------- | ----------------------------- | --------------------------------- |
| 1                             | Papa Dance                    | „Ona była inna”                   |
| 2                             | Emigranci                     | „Na falochronie”                  |
| 3                             | Edyta Geppert                 | „Mamo... córko”                   |
| 4                             | Krzysztof Krawczyk            | „Nie przesadza się starych drzew” |
| 5                             | Renata Zarębska               | „Noc z Renatą”                    |
| 6                             | A. Zaucha i R. Rynkowski      | „Zacznij od Bacha”                |
| 7                             | Iwona Niedzielska             | „Panie śmiech”                    |
| 8                             | Mieczysław Szcześniak         | „Niby nowy”                       |
| 8                             | Zbigniew Wodecki              | „Jamajki tańczą”                  |
| 9                             | Marlena Drozdowska            | „Nocne kino”                      |
| 10                            | 2 plus 1                      | „Ocalę cię”                       |